# Jungliberale Aktion
Die Jungliberale Aktion (JuliA) ist ein im Zuge der politischen Wende in der DDR gegründeter liberaler Jugendverband, der als organisatorisch und finanziell unabhängige Vorfeldorganisation vom Bund Freier Demokraten (BFD) offiziell anerkannt wurde. Der sächsische Landesverband sowie der Dresdner Kreisverband der Jungen Liberalen führen bis heute ihren ursprünglichen Namen.

## Geschichte
Am 17. November 1989 wurde in Berlin der Gründungsaufruf der Jungliberalen Aktion als liberaler Jugendverband und DDR-weite Alternative zur staatlich gesteuerten FDJ verabschiedet, nachdem bereits am 13. November 1989 in Berlin die linksliberale Alternative – LILA – die demokratische Jugend, am 14. November 1989 in Dresden die Liberal-Demokratische Jugend sowie am 15. November 1989 in Jena die Jungen Liberalen aus den einige Monate zuvor innerhalb der Liberal-Demokratische Partei Deutschlands (LDPD) wieder eingerichteten Jugendbeiräten heraus gegründet worden waren.

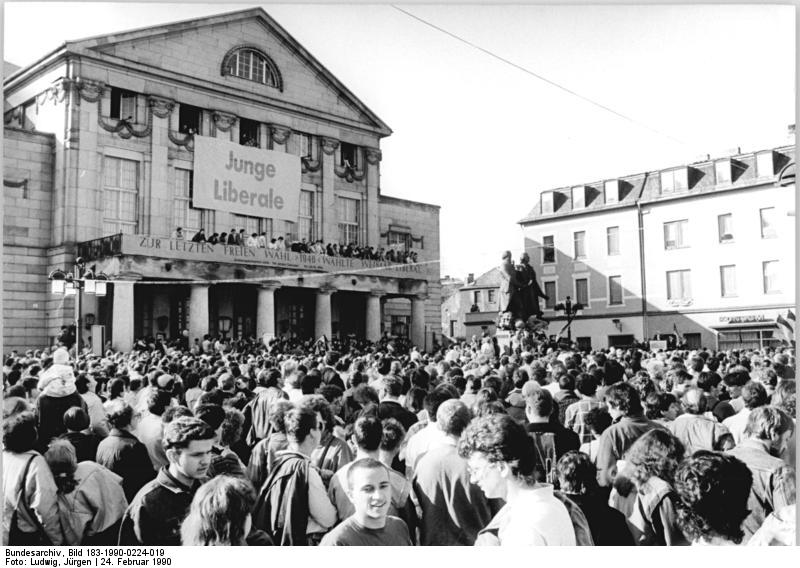
Kundgebung mit Hans-Dietrich Genscher am 24. Februar 1990 in Weimar.

Der Gründungskongress der JuliA fand am 24. und 25. Februar 1990 in Weimar statt. In den Gesamtvorstand wählten die Delegierten Olaf Oßmann (Berlin) als Vorsitzenden, Bärbel Böttcher (Jüterbog) und Ivo Klatte (Dresden) als Stellvertreter sowie Mario März (Berlin) als Schatzmeister. Zum Geschäftsführer wurde Andreas Pautzke (Berlin) berufen. Am 7. September 1990 beschloss der zweite Kongress der JuliA die Fusion mit den westdeutschen Jungen Liberalen (JuLis). Der Vereinigungskongress fand am 8. und 9. September 1990 im Berliner Reichstag statt. Wenngleich die JuliA lediglich 50 von insgesamt 200 Delegierten stellte, konnten ihre Vertreter die Abschaffung der verpflichtenden FDP-Mitgliedschaft für die Mitglieder des gesamtdeutschen Jugendverbands durchsetzen. Ebenso wurde den ostdeutschen Landesverbänden zugestanden, dass sie ihren Namen selbst bestimmen und somit einen Teil ihrer Identität wahren können.
Abgesehen vom Landesverband Sachsen haben sich inzwischen alle Landesverbände in den neuen Bundesländern in Junge Liberale umbenannt und dem Kürzel JuLis angeschlossen. Die sächsischen Jungliberalen diskutieren diese Frage von Zeit zu Zeit, zuletzt auf dem 65. Landeskongress am 13. Oktober 2018 in Torgau, behalten jedoch bisher ihren Gründungsnamen bei.

## Jungliberale Aktion Sachsen
Die Jungliberale Aktion Sachsen ist als sächsischer Landesverband der Jungen Liberalen ein der FDP nahestehender politischer Jugendverband. Ihm gehören derzeit über 300 Mitglieder, verteilt auf drei Kreisverbände, an. Die in der Regel zweimal jährlich stattfindenden Landeskongresse werden als Gesamtmitgliederversammlungen durchgeführt. Der Landesvorsitzende ist seit 2005 qua Amt kooptiertes Mitglied im Landesvorstand der FDP Sachsen und gehört dem erweiterten Bundesvorstand der JuLis an. Seit April 2022 wird die JuliA Sachsen von Clemens Heydrich aus dem Kreisverband Chemnitz geführt.

## Varia
Am 3. Juni 1990 wurde der Jungliberalen Aktion der Arno-Esch-Preis des Verbandes Liberaler Akademiker verliehen.